# Duhový seznam Asociace amerických knihoven
Duhový seznam Asociace amerických knihoven (American Library Association Rainbow List nebo jen ALA Rainbow List) je seznam „knih s významným obsahem homosexuální, bisexuální nebo transgenderové tematiky, jejichž cílovou skupinou je mládež od narození do 18 let“ každoročně vydávaný jakožto součást projektu Rainbow Project Asociace amerických knihoven (ALA). Projekt je spravován organizacemi Rainbow Round Table a Social Responsibilities Round Table spadajícími pod ALA.
Ačkoli se zhruba 4,5 % americké populace označuje za příslušníky LGBT, tak „naprostá většina knihoven postrádá kvalitní, obsáhlé LGBT sbírky“ a „spokojenost LGBT zákazníků je nízká“. ALA Rainbow List, Lambda Literary Foundation a obdobné zdroje existují se záměrem usnadnit knihovnám sestavení adekvátního inventáře LGBT literatury pro všechny věkové skupiny.

## Oceněná díla
| Rok  | Název | Autor                                                               | Kategorie                                  |
| ---- | --- | ------------------------------------------------------------------- | ------------------------------------------ |
| 2021 | Drawing on Walls: A Story of Keith Haring                                                                                   | Matthew Burgess a Josh Cochran (ilustrace)                          | Literatura faktu pro začínající čtenáře    |
| 2021 | Our Subway Baby | Peter Mercurio a Leo Espinosa (ilustrace)                           | Literatura faktu pro začínající čtenáře    |
| 2021 | My Rainbow | DeShanna Neal, Trinity Neal a Art Twink (ilustrace)                 | Beletrie pro mladší mládež                 |
| 2021 | My Maddy | Gayle E Pitman a Violet Tobacco (ilustrace)                         | Beletrie pro mladší mládež                 |
| 2021 | The Every Body Book: LGBTQ+ Inclusive Guide for Kids about Sex, Gender, Bodies, and Families                                | Rachel E. Simon a Noah Grigni (ilustrace)                           | Beletrie pro mladší mládež                 |
| 2021 | King and the Dragonflies | Kacen Callender                                                     | Beletrie pro střední mládež                |
| 2021 | Ana on the Edge | A. J. Sass                                                          | Beletrie pro střední mládež                |
| 2021 | All Boys Aren’t Blue: A Memoir-Manifesto                                                                                    | George M Johnson                                                    | Literatura faktu pro starší mládež         |
| 2021 | Circus Rose | Betsy Cornwell                                                      | Beletrie pro starší mládež                 |
| 2021 | When We Were Magic | Sarah Gailey                                                        | Beletrie pro starší mládež                 |
| 2021 | You Should See Me in a Crown                                                                                                | Leah Johnson                                                        | Beletrie pro starší mládež                 |
| 2021 | I’ll Be the One | Lyla Lee                                                            | Beletrie pro starší mládež                 |
| 2021 | Elatsoe | Darcie Little Badger a Rovina Cai (ilustrace)                       | Beletrie pro starší mládež                 |
| 2021 | Miss Meteor | Tehlor Kay Mejia a Anna-Marie McLemore                              | Beletrie pro starší mládež                 |
| 2021 | War Girls | Tochi Onyebuchi                                                     | Beletrie pro starší mládež                 |
| 2021 | Camp | L. C. Rosen                                                         | Beletrie pro starší mládež                 |
| 2021 | Cemetery Boys | Aiden Thomas                                                        | Beletrie pro starší mládež                 |
| 2021 | Snapdragon | Kat Leyh                                                            | Beletrie pro starší mládež                 |
| 2021 | Magic Fish | Trung Le Nguyen                                                     | Beletrie pro starší mládež                 |
| 2021 | The Deep & Dark Blue | Niki Smith                                                          | Beletrie pro starší mládež                 |
| 2020 | Stonewall: A Building. An Uprising. A Revolution.                                                                           | Rob Sanders a Jamey Christoph                                       | Ilustrovaná literatura faktu               |
| 2020 | When Aidan Became a Brother                                                                                                 | Kyle Lukoff a Kaylani Juanita                                       | Ilustrovaná beletrie                       |
| 2020 | A Plan for Pops | Heather Smith a Brooke Kerrigan                                     | Ilustrovaná beletrie                       |
| 2020 | Brave Face | Shaun David Hutchinson                                              | Literatura faktu pro starší mládež         |
| 2020 | Pet | Akwaeke Emezi                                                       | Beletrie pro starší mládež                 |
| 2020 | The Love & Lies of Rukhsana Ali                                                                                             | Sabina Khan                                                         | Beletrie pro starší mládež                 |
| 2020 | The Music of What Happens                                                                                                   | Bill Konigsberg                                                     | Beletrie pro starší mládež                 |
| 2020 | We Set the Dark on Fire | Tehlor Kay Mejia                                                    | Beletrie pro starší mládež                 |
| 2020 | On a Sunbeam | Tillie Walden                                                       | Beletrie pro starší mládež                 |
| 2020 | Mooncakes | Suzanne Walker a Xu Wendy                                           | Beletrie pro starší mládež                 |
| 2019 | Prince & Knight | Daniel Haack a Stevie Lewis                                         | Obrázková fikce                            |
| 2019 | Sewing the Rainbow | Gayle E Pitman                                                      | Obrázková fikce                            |
| 2019 | Hurricane Child | Kacen Callender                                                     | Beletrie pro střední mládež                |
| 2019 | Girl Made of Stars | Ashley Herring Blake                                                | Beletrie pro starší mládež                 |
| 2019 | Let’s Talk About Love | Claire Kanna                                                        | Beletrie pro starší mládež                 |
| 2019 | Darius the Great is Not Okay                                                                                                | Adib Khorram                                                        | Beletrie pro starší mládež                 |
| 2019 | Girls of Paper and Fire | Natasha Ngan                                                        | Beletrie pro starší mládež                 |
| 2019 | Jack of Hearts (and Other Parts)                                                                                            | L. C. Rosen                                                         | Beletrie pro starší mládež                 |
| 2019 | Odd One Out | Nic Stone                                                           | Beletrie pro starší mládež                 |
| 2019 | DeadEndia: The Watcher’s Test                                                                                               | Hamish Steele                                                       | Beletrie pro starší mládež                 |
| 2018 | Baby’s First Words | Stella Blackstone a Sunny Scribens, Illustrated by Christiane Engel | Kartonové knihy                            |
| 2018 | Felix Yz | Lisa Bunker                                                         | Beletrie pro střední mládež                |
| 2018 | Star-Crossed | Barbara Dee                                                         | Beletrie pro střední mládež                |
| 2018 | The ABCs of LGBT+ | Ash Hardell                                                         | Literatura faktu pro starší mládež         |
| 2018 | The 57 Bus | Dashka Slater                                                       | Literatura faktu pro starší mládež         |
| 2018 | We Are Okay | Nina LaCour                                                         | Beletrie pro starší mládež                 |
| 2018 | Ramona Blue | Julie Murphy                                                        | Beletrie pro starší mládež                 |
| 2018 | They Both Die at the End | Adam Silvera                                                        | Beletrie pro starší mládež                 |
| 2018 | Dress Codes for Small Towns                                                                                                 | Courtney Stevens                                                    | Beletrie pro starší mládež                 |
| 2018 | The Backstagers Vol. 1 | James Tynion IV a Rian Sygh                                         | Beletrie pro starší mládež                 |
| 2017 | I’m a Girl | Yasmeen Ismail                                                      | Ilustrované knihy                          |
| 2017 | Introducing Teddy: A Gentle Story About Gender and Friendship                                                               | Jessica Walton                                                      | Ilustrované knihy                          |
| 2017 | How Many Letters are in Goodbye?                                                                                            | Yvonne Cassidy                                                      | Beletrie pro starší mládež                 |
| 2017 | We Are the Ants | Shaun David Hutchinson                                              | Beletrie pro starší mládež                 |
| 2017 | Every Heart a Doorway | Seanan McGuire                                                      | Beletrie pro starší mládež                 |
| 2017 | When the Moon Was Ours | Anna-Marie McLemore                                                 | Beletrie pro starší mládež                 |
| 2017 | This Song Is (Not) for You                                                                                                  | Laura Nowlin                                                        | Beletrie pro starší mládež                 |
| 2017 | The Root | Na’amen Gobert Tilahun                                              | Beletrie pro starší mládež                 |
| 2017 | And I Darken | Kiersten White                                                      | Beletrie pro starší mládež                 |
| 2017 | Princess Princess Ever After                                                                                                | Katie O’Neill                                                       | Grafické romány                            |
| 2016 | Gracefully Grayson | Ami Polonsky                                                        | Beletrie pro mladší mládež                 |
| 2016 | The Marvels | Brian Selznick                                                      | Beletrie pro mladší mládež                 |
| 2016 | Sex is a Funny Word: A Book about Bodies, Feelings, and YOU                                                                 | Cory Silverberg, ilus. Fiona Smyth                                  | Literatura faktu pro mladší mládež         |
| 2016 | Simon vs. the Homo Sapiens Agenda                                                                                           | Becky Albertalli                                                    | Beletrie pro starší mládež                 |
| 2016 | Cut Both Ways | Carrie Mesrobian                                                    | Beletrie pro starší mládež                 |
| 2016 | When Everything Feels Like the Movies                                                                                       | Raziel Reid                                                         | Beletrie pro starší mládež                 |
| 2016 | Fans of the Impossible Life                                                                                                 | Kate Scelsa                                                         | Beletrie pro starší mládež                 |
| 2016 | Forgive Me If I’ve Told You This Before                                                                                     | Karelia Stetz-Waters                                                | Beletrie pro starší mládež                 |
| 2016 | Breakthrough | Jack Andraka with Matthew Lysiak                                    | Literatura faktu pro starší mládež         |
| 2016 | SuperMutant Magic Academy                                                                                                   | Jillian Tamaki                                                      | Grafické romány                            |
| 2015 | Not Every Princess | Jeffrey a Lisa Bone                                                 | Ilustrované knihy                          |
| 2015 | This Day in June | Gayle E. Pitman, illus. by Kristyna Litten                          | Ilustrované knihy                          |
| 2015 | Cinnamon Toast and the End of the World                                                                                     | Janet E Cameron                                                     | Beletrie pro starší mládež                 |
| 2015 | Tell Me Again How a Crush Should Feel                                                                                       | Sara Farizan                                                        | Beletrie pro starší mládež                 |
| 2015 | I’ll Give You the Sun | Jandy Nelson                                                        | Beletrie pro starší mládež                 |
| 2015 | Far from You | Tess Sharpe                                                         | Beletrie pro starší mládež                 |
| 2015 | Grasshopper Jungle | Andrew Smith                                                        | Beletrie pro starší mládež                 |
| 2015 | Secret City | Julia Watts                                                         | Beletrie pro starší mládež                 |
| 2015 | Sweet Tooth | Tim Anderson                                                        | Literatura faktu pro starší mládež         |
| 2015 | We Are the Youth: Sharing the Stories of LGBT Youth in the United States                                                    | Laurel Golio a Diana Scholl                                         | Literatura faktu pro starší mládež         |
| 2014 | Better Nate than Ever | Tim Federle                                                         | Beletrie pro mladší mládež                 |
| 2014 | My New Gender Workbook: A Step-by-Step Guide to Achieving World Peace Through Gender Anarchy and Sex Positivity             | Kate Bornstein                                                      | Literatura faktu pro náctileté             |
| 2014 | Branded by the Pink Triangle                                                                                                | Ken Setterington                                                    | Literatura faktu pro náctileté             |
| 2014 | Love in the Time of Global Warming                                                                                          | Francesca Lia Block                                                 | Beletrie pro náctileté                     |
| 2014 | Freakboy | Kristin Elizabeth Clark                                             | Beletrie pro náctileté                     |
| 2014 | The Culling | Steven Dos Santos                                                   | Beletrie pro náctileté                     |
| 2014 | Leap | Z Egloff                                                            | Beletrie pro náctileté                     |
| 2014 | If You Could Be Mine | Sara Farizan                                                        | Beletrie pro náctileté                     |
| 2014 | The Summer Prince | Alaya Dawn Johnson                                                  | Beletrie pro náctileté                     |
| 2014 | Pantomime | Laura Lam                                                           | Beletrie pro náctileté                     |
| 2013 | Beautiful Music for Ugly Children                                                                                           | Kirstin Cronn-Mills                                                 | Beletrie pro mladší/střední mládež         |
| 2013 | Drama | Raina Telgemeier                                                    | Beletrie pro mladší/střední mládež         |
| 2013 | The Letter Q: Queer Writers Notes to Their Younger Selves                                                                   | Sarah Moon (editor)                                                 | Literatura faktu pro starší mládež         |
| 2013 | Starting From Here | Lisa Jenn Bigelow                                                   | Beletrie pro starší mládež/dospělé         |
| 2013 | The Miseducation of Cameron Post                                                                                            | Emily M Danforth                                                    | Beletrie pro starší mládež/dospělé         |
| 2013 | Ask the Passengers | A. S. King                                                          | Beletrie pro starší mládež/dospělé         |
| 2013 | Adaptation | Malinda Lo                                                          | Beletrie pro starší mládež/dospělé         |
| 2013 | The Song of Achilles | Madeline Miller                                                     | Beletrie pro starší mládež/dospělé         |
| 2013 | Chulito: a Novel | Charles Rice-Gonzalez                                               | Beletrie pro starší mládež/dospělé         |
| 2013 | Aristotle and Dante Discover the Secrets of the Universe                                                                    | Benjamin Alire Saenz                                                | Beletrie pro starší mládež/dospělé         |
| 2012 | Donovan’s Big Day | Leslea Newman, Illustrated by Mike Dutton                           | Ilustrované knihy                          |
| 2012 | Huntress | Malinda Lo                                                          | Beletrie pro střední/starší mládež         |
| 2012 | Putting Makeup on the Fat Boy                                                                                               | Bil Wright                                                          | Beletrie pro střední/starší mládež         |
| 2012 | I Am J | Cris Beam                                                           | Beletrie pro starší mládež                 |
| 2012 | Beauty Queens | Libba Bray                                                          | Beletrie pro starší mládež                 |
| 2012 | Brooklyn Burning | Steve Brezenoff                                                     | Beletrie pro starší mládež                 |
| 2012 | Sister Mischief | Laura Goode                                                         | Beletrie pro starší mládež                 |
| 2012 | Shine | Lauren Myracle                                                      | Beletrie pro starší mládež                 |
| 2012 | She Loves You. She Loves You Not                                                                                            | Julie Ann Peters                                                    | Beletrie pro starší mládež                 |
| 2012 | Gemini Bites | Patrick Ryan                                                        | Beletrie pro starší mládež                 |
| 2011 | Dogs Don’t Do Ballet | Anna Kemp                                                           | Obrázkové knihy                            |
| 2011 | The Accidental Adventures of India McAllister                                                                               | Charlotte Agell                                                     | Beletrie pro mladší mládež                 |
| 2011 | The Popularity Papers: Research for the Social Improvement and General Betterment of Lydia Goldblatt and Julie Graham-Chang | Amy Ignatow                                                         | Beletrie pro mladší mládež                 |
| 2011 | The Death-Defying Pepper Roux                                                                                               | Geraldine McCaughrean                                               | Beletrie pro mladší mládež                 |
| 2011 | Wildthorn | Jane Eagland                                                        | Beletrie pro starší mládež/dospělé         |
| 2011 | Will Grayson, Will Grayson                                                                                                  | John Green a David Levithan                                         | Beletrie pro starší mládež/dospělé         |
| 2011 | A Love Story Starring My Dead Best Friend                                                                                   | Emily Horner                                                        | Beletrie pro starší mládež/dospělé         |
| 2011 | Kicked Out | Sassafras Lowrey                                                    | Literatura faktu pro starší mládež/dospělé |
| 2011 | Don’t Ask. Don’t Tell | Jeff Sheng                                                          | Literatura faktu pro starší mládež/dospělé |
| 2011 | The Gallup’s Modern Guide to Gay, Lesbian & Transgender Life (Series, 15 titles)                                            | Various                                                             | Literatura faktu pro starší mládež/dospělé |